# Andel (Côtes-d’Armor)
Andel ist eine französische Gemeinde mit 1.170 Einwohnern (Stand: 1. Januar 2022) im Département Côtes-d’Armor in der Region Bretagne. Die Bewohner werden Andelais und Andelaises genannt.

## Geographie
Umgeben wird Andel von den Gemeinden Planguenoual im Norden, von Lamballe-Armor mit Lamballe im Südosten und von Coëtmieux im Westen.

## Bevölkerungsentwicklung
| 1962 | 1968 | 1975 | 1982 | 1990 | 1999 | 2008 | 2012 | 2016 | 2020 |
| 505  | 517  | 565  | 717  | 727  | 900  | 1055 | 1119 | 1114 | 1148 |

## Sehenswürdigkeiten
Siehe: Liste der Monuments historiques in Andel (Côtes-d’Armor)